# South Ferry–Calle Whitehall (línea Broadway)
Para la estación de la línea de la Séptima Avenida-Broadway del mismo nombre véase; South Ferry–Calle Whitehall (línea de la Séptima Avenida–Broadway)
La Calle Whitehall–South Ferry es una estación de metro en la línea Broadway del metro de la ciudad de Nueva York. Es servida todo el tiempo por los trenes del servicio R excepto en las madrugadas, cuando es servida por el tren N. En los días de semana, es también la terminal para la mayoría de los trenes del servicio W. Todos los otros trenes continúan por el Túnel de la Calle Montague hacia la línea de la Cuarta Avenida en Brooklyn.

## Conexiones de autobuses
- M1
- M6
- M9
- M15